# Quatre Principes Fondamentaux

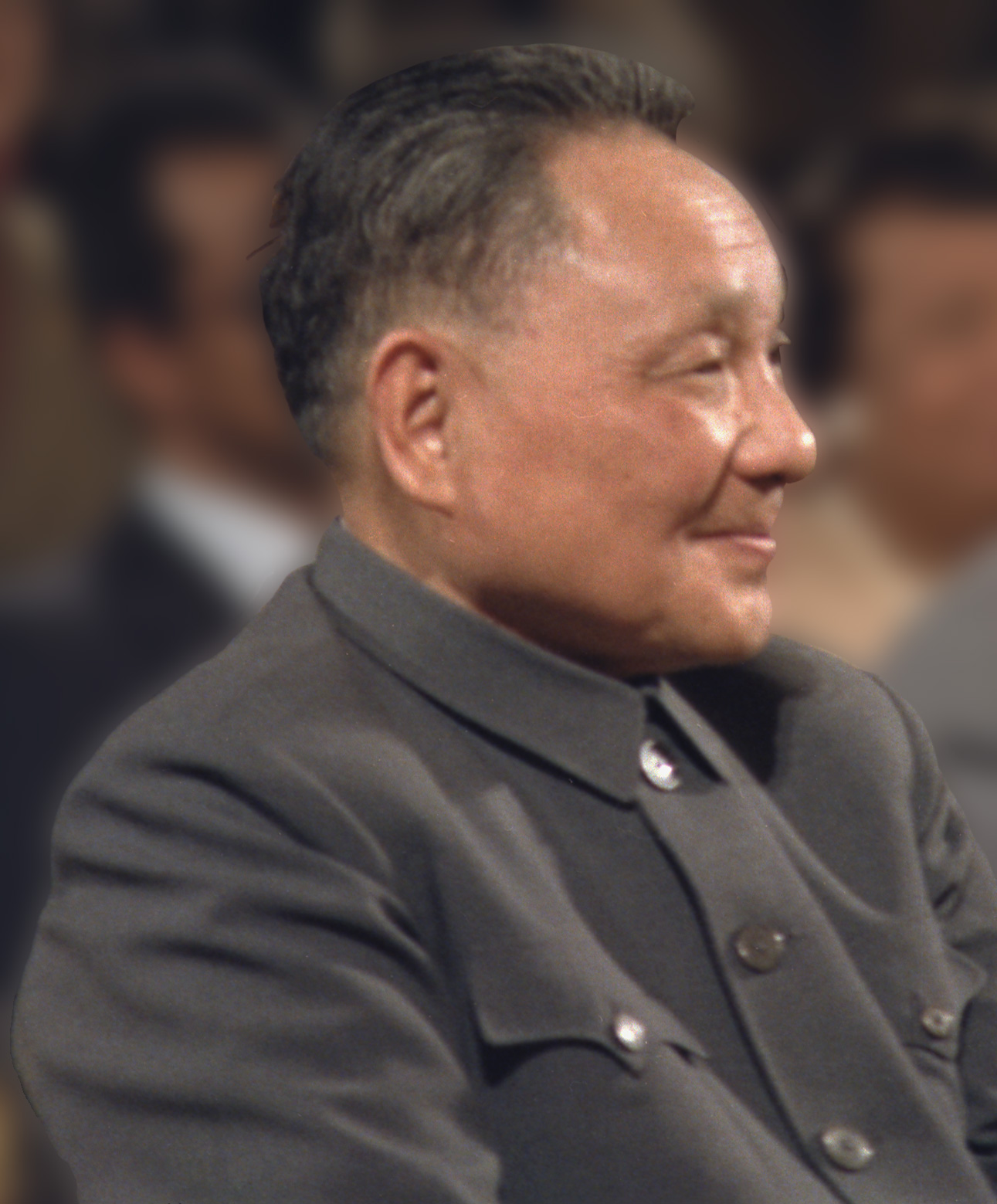
Deng Xiaoping en 1979

Les quatre principes fondamentaux (chinois traditionnel 四項基本原則, simplifié 四项基本原则; pinyin : Sì-xiàng Jīběn Yuánzé), ou les quatre principes cardinaux, ont été présentés par Deng Xiaoping en mars 1979 au cours de la première phase de la «réforme et ouverture»,,,,.
Les quatre principes comprennent,,:
1. Maintien du socialisme
2. Maintien de la dictature démocratique populaire (en) (dictature du prolétariat contre démocratie libérale / dictature de la bourgeoisie)
3. Maintien de la direction du Parti communiste
4. Maintien du marxisme-léninisme et de la pensée de Mao Zedong

Les quatre principes fondamentaux ont été inscrits dans la Constitution chinoise en 1982. Deng a souligné que ces quatre questions ne peuvent pas être débattues en Chine. D'une part, les principes ont fourni une relative liberté par rapport aux politiques maoïstes pendant la Révolution culturelle. D'un autre côté, ils ont réprimé la poursuite du mouvement démocratique en Chine continentale,.